# 9573 Matsumotomas
A 9573 Matsumotomas (ideiglenes jelöléssel 1988 UC) a Naprendszer kisbolygóövében található aszteroida. Endate K. és Vatanabe Kazuró fedezte fel 1988. október 16-án.